# Letteratura galiziana
Per letteratura galiziana si intende la produzione letteraria in lingua galiziana, che va dal Medioevo (IX secolo) fino ai nostri giorni, caratterizzata da un'evoluzione piuttosto irregolare e discontinua, con fasi alterne di splendore e decadenza.

## Fasi della letteratura galiziana

### Periodo medievale

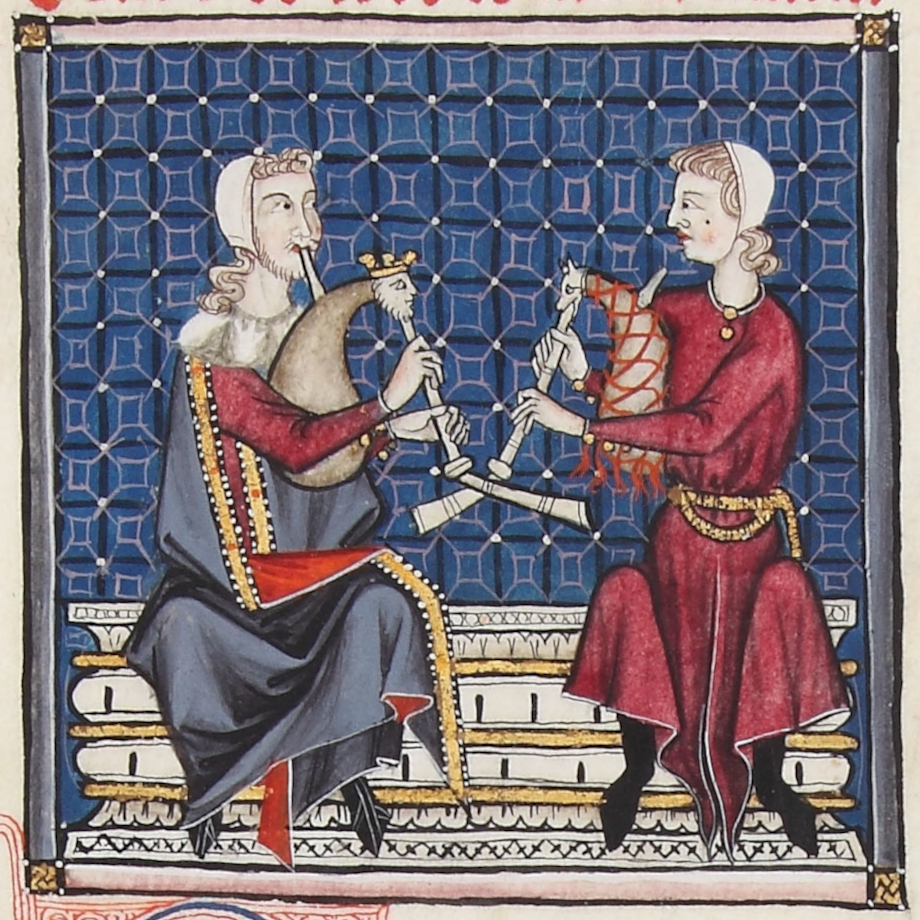
Suonatori di gaita; miniatura contenuta nelle Cantigas de Santa Maria

Per il periodo medievale ((XII – XV secolo)) non si può ancora parlare globalmente di autori galiziani dal punto di vista politico-geografico, dal momento che molti autori a noi noti attraverso i canzonieri antichi erano attivi alla corte di Castiglia e poi alla corte di Portogallo: il galego o, per meglio dire, il galiziano-portoghese era infatti ritenuto la lingua della lirica, a differenza del castigliano, che veniva utilizzato negli stessi centri di produzione culturale, per la prosa, per la storiografia e per altri generi letterari. Infatti in epoca medievale la produzione letteraria di Galizia e Portogallo era realizzata in una sola lingua; una lingua medievale conosciuta come galego-portoghese o galaico-portoghese (galaico-portugués o portoghese medievale, termine utilizzato perlopiù in Portogallo). Periodo questo prestigioso per la letteratura galiziano-portoghese che si andrà perdendo nei secoli successivi e la cui importanza nella Penisola Iberica è simile a quella della letteratura occitana nell'Europa centrale e nel Mediterraneo.
La letteratura galiziano-portoghese medievale comprende la lirica sacra e profana e vari tipi di prosa.
Fra i poeti medievali più importanti vi furono: Bernardo de Bonaval, Airas Nunes, Pero da Ponte, Pero de Amigo.
Il re di Castiglia Alfonso X "el Sabio", autore di diverse opere filosofiche e letterarie in castigliano, compose Cantigas de Santa Maria e le Cantigas de Escarnio e Maldizer in galego-portoghese.
Fino al 1350, il galego-portoghese fu la lingua scritta maggiormente utilizzata nella parte cristiana della Penisola Iberica.

#### Poesia cantata
Documento più importante della letteratura medievale galiziana furono le cántigas, termine riferito alla poesia cantata. I manoscritti che tramandano la totalità della lirica medievale in galiziano-portoghese sono:
- Cancioneiro da Ajuda
- Cancioneiro da Vaticana
- Cancioneiro Colocci-Brancuti

### Séculos Escuros
Nei "Secoli bui" (XVI - XVIII secolo), la lingua letteraria entra in una fase di decadenza pressoché totale, sebbene il galiziano rimanga oralmente la lingua più utilizzata dalla popolazione galiziana dell'epoca.
Dal XV secolo le lingue di Galizia e Portogallo cominciarono a perdere coesione. Il galego si trovò, così, in una posizione periferica, tanto rispetto al portoghese, lingua ufficiale di un regno, quanto al castigliano, la cui nobiltà era andata sostituendo quella galiziana dagli ultimi scorci del XIV secolo. La letteratura galiziana entrò in una fase di declino senza più alcuna creazione letteraria in lingua. Questi sono i cosiddetti "Séculos Escuros" (in spagnolo "Siglos Oscuros", secoli bui).

### Pre-risorgimento
Dopo molti secoli di decadenza, nel cosiddetto Prerrexurdimento (pre-risorgimento, 1808 - 1863), si ha una prima fase di recupero del prestigio della lingua galiziana.

### Risorgimento

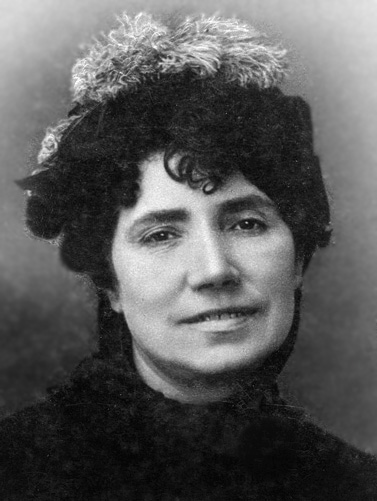
Rosalía de Castro

La letteratura galiziana rinacque a partire dalla seconda metà del XIX secolo con il cosiddetto Rexurdimento (Risorgimento), grazie all'opera di letterati e poeti come Rosalía de Castro, Curros Enríquez, Eduardo Pondal ed altri.
Rosalía de Castro è senza dubbio il personaggio di maggior spicco. In pochi casi si può affermare che un autore ha contribuito col suo genio al risorgimento della letteratura di due lingue, come nel suo caso. Assieme allo spagnolo Bécquer, de Castro è l'iniziatrice di una nuova metrica castigliana; la sua opera En las orillas del Sar. Cantares gallegos, inoltre, è senza dubbio uno dei capolavori della letteratura galiziana.

### Periodo intersecolare
La letteratura galiziana del periodo intersecolare fa riferimento alla produzione letteraria sorta a cavallo tra il XIX secolo e il XX secolo.

### XX e XXI secolo
La lingua attraversa momenti alterni tra stabilità e decadenza. Durante il primo terzo del XX secolo si ebbe un certo splendore, dovuto soprattutto al lavoro di personalità legate alle Irmandades da Fala, alla Xeración Nós (Castelao, Otero Pedrayo, Vicente Risco, ecc.) e al Seminario de Estudos Galegos. Dopo questa fase di recupero, ci fu nuovamente un periodo di decadenza a causa della guerra civile spagnola e la conseguente dittatura, che comportò l'abbandono della lingua scritta galiziana, anche se la maggior parte della popolazione galiziana seguitava comunque a parlarla, mentre la fiamma mai spenta della letteratura galiziana restava accessa tra gli esuli, in particolar modo in America.
A partire dagli anni 50 inizia una timido recupero della lingua, con la fondazione della casa editrice Galaxia e altri progetti. Con la restaurazione della democrazia, nel 1978 viene approvata la Costituzione spagnola, la quale riconosceva al galiziano il carattere di lingua ufficiale insieme allo spagnolo, benché continuasse a permanere una certa condizione di disparità fra le due lingue fino ai giorni nostri. Questa relativa protezione della lingua galiziana si è andata rafforzando con l'Estatuto de Autonomía e la Lei de Normalización Lingüística, agevolando una nuova fase di recupero dei più svariati generi di letteratura, compresa quella per ragazzi e bambini.
È dunque solo con l'avvento della repubblica che Castelao e altri diedero un secondo impulso alla letteratura galiziana. Sul finire dell'epoca Franchista fu instaurato il Día das Letras Galegas come celebrazione annuale in onore della letteratura in lingua galiziana.
Dall'inizio del ventunesimo secolo, per quanto concerne la produzione letteraria, non si è soliti parlare di una effettiva rottura epocale, bensì di una continuità con l'opera degli ultimi decenni del XX secolo. Oggigiorno centinaia di libri ogni anno sono editi in galiziano.